# Entallar
Entallar és la tècnica que consisteix a esculpir, tallar figures o altres motius ornamentals, en pedra, fusta o d'altres materials.
Els entalladors eren menestrals que treballaven la fusta amb un instrument tallant per esculpir figures o motius decoratius. Era una de les especialitats internes de l'ofici de fuster.